# Capitán Meza
Capitán Meza, ein Distrikt im Departamento Itapúa von Paraguay, wurde 1907 von Friedrich Christian Mayntzhusen gegründet.
Der Distrikt Capitán Meza erstreckt sich über eine Fläche von 730 km² und hat etwa 19.000 Einwohner. Er wird umgeben von den Nachbardistrikten Itapúa Poty, Edelira, Natalio und Pirapó.